# Muzeum Zimnej Wojny w Warszawie
Muzeum Zimnej Wojny – niepubliczne muzeum historyczne, znajdujące się przy ul. Jezuickiej 1/3 w Warszawie. Prezentuje historię zimnej wojny oraz wkład Polaków w obalenie komunizmu.

## Historia
Muzeum początkowo nosiło nazwę Izba Pamięci Pułkownika Kuklińskiego i  zostało założone w 2006 przez Józefa Szaniawskiego. Od 2006 r. do 2022 r. mieściła się przy ul. Kanonia. Po śmierci założyciela w 2012 prowadzenie placówki przejęła Fundacja Józefa Szaniawskiego, kierowana przez jego syna, Filipa Frąckowiaka, jednocześnie nowego dyrektora muzeum. Rok 2018 przyniósł modernizację ekspozycji i niewielkie rozszerzenie powierzchni wystawienniczej muzeum, a także zmianę jego nazwy na „Izba Pamięci Generała Kuklińskiego”.
W lutym 2022 dyrektor Izby ogłosił, że na 30 czerwca 2022 planowane jest przekształcenie placówki w Muzeum Zimnej Wojny im. Generała Kuklińskiego i przeniesienie jej pod nowy adres: ul. Jezuicka 1/3, również na warszawskiej Starówce, dokąd trafiło. Placówka jest otwarta 6 dni w tygodniu. W nowym miejscu można zapoznać się z historią zimnej wojny, jej postaciami oraz ważnymi datami i kluczowymi momentami. Znajduje się tam multimedia, ekrany dotykowe, hologramy, gogle VR oraz oryginalne eksponaty z prezentowanego okresu, takie jak: mapy, mundury, dokumenty, broń i przedmioty użytku codziennego. 

## Działalność
Oprócz działalności muzealnej – przyjmowania indywidualnych i zbiorowych gości swojej ekspozycji stałej – Muzeum Zimnej Wojny prowadzi również działalność edukacyjną, skierowaną do uczniów szkół podstawowych i średnich, oraz wydawniczą. 
Organizuje wystawy tymczasowe, prezentowane w swojej siedzibie i poza nią (m.in. w budynkach Parlamentu Europejskiego, akademii West Point, czy w siedzibie brytyjskiej Izby Gmin). Niektóre z tych wystaw Muzeum zrealizowało we współpracy z partnerami – m.in. Archiwum Akt Nowych czy Ronald Reagan Presidential Library.

## Zbiory
W zbiorach muzeum znajduje się wiele oryginalnych eksponatów.
W ekspozycji stałej zaprezentowano m.in. oryginał mapy sztabowej z 1970 roku, prezentującej udział Ludowego Wojska Polskiego w planowanym ataku Układu Warszawskiego na zachód i południe Europy, oryginalny podpis Ronalda Reagana, oryginalny podpis Buzza Aldrina z misji Apollo 11, mundur pułkownika Kuklińskiego, szablę – dar premiera Jerzego Buzka, przekazany mu w dniu wstąpienia Polski do NATO, rentgen skafandra z misji Apollo 15, czy oryginał pośmiertnej nominacji Ryszarda Kuklińskiego na stopień generała brygady z 2016 przekazany przez prezydenta Andrzeja Dudę. Ważną grupę eksponatów stanowią liczne zdjęcia i filmy z okresu zimnej wojny, w tym niepublikowane dotąd wypowiedzi sowieckich oficerów. Wydzielony fragment ekspozycji stanowią dokumenty i zdjęcia związane z założycielem Izby Pamięci Pułkownika Kuklińskiego - przyjaciela i pełnomocnika Ryszarda Kuklińskiego – prof. Józefem Szaniawskim.  
W grudniu 2021 muzeum pozyskało m.in. oryginał medalu Distinguished Intelligence Medal, otrzymanego przez Kuklińskiego z rąk dyrektora CIA Williama Caseya w 1982. Medal − prawdopodobnie jedyny egzemplarz tego rodzaju w Europie − został zaprezentowany w muzeum podczas specjalnej wystawy tematycznej 11−20 lutego 2022, zorganizowanej z okazji 18. rocznicy śmierci Kuklińskiego. Dziś można go oglądać z Muzeum Zimnej Wojny.